# 小野寺章 (政治家)

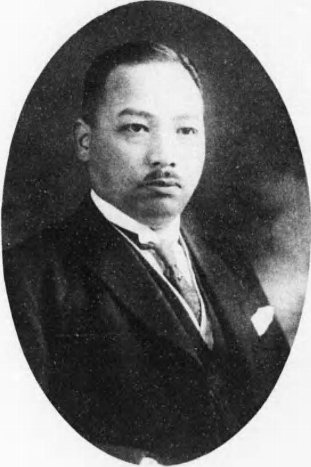
小野寺章

小野寺 章（おのでら あきら、1884年（明治17年）12月10日 - 1935年（昭和10年）2月3日）は、日本の衆議院議員（立憲政友会）、実業家、弁護士。

## 経歴
岩手県東磐井郡黄海村（現在の一関市）に小野寺治平の二男として生まれる。1909年（明治42年）、明治大学を卒業。卒業後は「刑法研究会」をおこして、研究調査に励んだ。1913年（大正2年）、弁護士試験に合格し、法律事務所を開いた。また日本林産株式会社を創業して取締役に就任し、さらに京浜窯業株式会社の監査役も兼ねた。
1928年（昭和3年）、第16回衆議院議員総選挙に出馬し、当選。第17回・第18回と当選を重ねた。その間、東北振興会幹事として、昭和東北大凶作や昭和三陸地震の救済に尽力した。